# 珀萊班德特冰原島峰
71°56′S 23°3′E / 71.933°S 23.050°E
珀萊班德特冰原島峰（挪威語：Perlebandet）是南極洲的冰原島峰，位於毛德皇后地的朗希爾德公主海岸，處於坦加爾登峰西北面9公里，挪威製圖師根據美國海軍拍攝的空中照片繪入地圖，現時由南極條約體系管理。